# Tanypus neopunctipennis
Tanypus neopunctipennis är en tvåvingeart som beskrevs av James E. Sublette 1964. Tanypus neopunctipennis ingår i släktet Tanypus och familjen fjädermyggor. Inga underarter finns listade i Catalogue of Life.